# Andrea Caciagli
Andrea Caciagli (Fiesole, 20 dicembre 1991) è un regista italiano.

## Biografia
Nato a Fiesole e conseguita la maturità classica al Liceo Cicognini di Prato, frequenta l'Accademia del Cinema e della Televisione di Cinecittà, dove realizza il cortometraggio Origami (2012) con protagonista Claudio Botosso e si diploma in regia nel 2013. Nello stesso anno, fonda la rivista di approfondimento culturale L'Eco del Nulla e nel 2015 il festival Firenze RiVista, manifestazione nazionale dedicata alle riviste e all'editoria indipendente.
Tra il marzo 2020 e il marzo 2021, dopo un'interruzione dovuta alla pandemia di Covid-19, gira il suo lungometraggio d'esordio Via Don Minzoni n.6, con protagonisti Francesco Gaudiello, Lia Grieco e la partecipazione straordinaria di Giusi Merli.
Nell'estate del 2021, in occasione dell'ottantesimo anniversario della pubblicazione del Manifesto di Ventotene, dirige il documentario La Bussola - Gli orizzonti di un'Europa libera e unita. Il documentario racconta la nascita e gli ideali contenuti nel manifesto, redatto nel 1941 dagli antifascisti Altiero Spinelli, Ernesto Rossi e Eugenio Colorni durante il confino a Ventotene, attraverso le interviste a storici e a testimonianze di politici come Guy Verhofstadt e il presidente della repubblica Sergio Mattarella.
Nel febbraio 2024 il suo primo lungometraggio Via Don Minzoni n.6 esce nelle sale italiane. Nello stesso anno completa La leggerezza, opera che racconta l'Alzheimer attraverso l'esperienza familiare diretta della diagnosi alla nonna del regista, documentando la malattia negli spazi domestici con materiale di repertorio filmato dal vivo tra il 2016 e il 2017. L'uscita del documentario, selezionato al Social World Film Festival, è prevista per il 2025.

## Filmografia

### Regista

#### Lungometraggi
- Via Don Minzoni n.6 (2024)

#### Documentari
- La Bussola (2023)
- La leggerezza (2025)

#### Cortometraggi
- Origami – cortometraggio (2012)